# Pontala
Pontala är ett släkte av fjärilar. Pontala ingår i familjen tandspinnare.
Kladogram enligt Catalogue of Life:
| Pontala | \| \| Pontala calpe \| \| \| \| \| \| Pontala rubrana \| \| \| \| |
|         | \| \| Pontala calpe \| \| \| \| \| \| Pontala rubrana \| \| \| \| |
|         | Pontala calpe                                                     |
|         |                                                                   |
|         | Pontala rubrana                                                   |
|         |                                                                   |